# クラース・ダイスト・ファン・フォールホウトの肖像
『クラース・ダイスト・ファン・フォールホウトの肖像』（クラース・ダイスト・ファン・フォールホウトのしょうぞう、蘭: Portret van Nicolaes Pietersz. Duyst van Voorhout、英: Claes Duyst van Voorhout）は、オランダ黄金時代の巨匠フランス・ハルスが1636-1638年ごろ、キャンバス上に油彩で制作した肖像画である。制作年は、人物の衣服によって特定されている。作品は、1940年、米国の銀行家ジューズ・ベイチュ 氏によりニューヨークのメトロポリタン美術館に寄贈された。

## 作品
作品は、優雅な衣装を身に着け、大きな垂れた帽子を被って、ハルスの絵画に典型的なポーズで手を腰に当てている若い男性を表している。男性の服装は彼の職業である、ハールレムのビール醸造業者にふさわしいものである。ビール醸造業は当時もっとも利益の上がる職業であった。ハルスが描いた他のハールレムの醸造業者とは違い、本作に描かれている人物の名前は地元の民兵古文書には見いだせない。本作がどのような折に制作されたのかは不明であるが、おそらく対となる結婚肖像画ではなかった。というのは、ハルスは結婚肖像画を描く際、非常に一貫しており、男性は右側に、女性は左側に位置していたからである。そのため、彼の絵画では、光はいつも左側から射し込み、直に女性の顔の上を照らしているが、男性の顔の上は照らしていない。
この肖像画は、彼の醸造所 (オランダ語:hofje) を装飾するために制作された可能性があり、彼のもとで働く人々や醸造所を訪れる人々が経営者のクラース・ダイスト・ファン・フォールホウトがどんな容貌であったか知ることができるようにするためのものであったのかもしれない。同様の理由で、この肖像画は、妻ではなく、仕事上のパートナーであった人物の肖像と対となる作品であった可能性がある。たとえば、作品の形、大きさ、時代、人物の配置は、『手袋を持つ男の肖像』 (エルミタージュ美術館) と一致している。

## ギャラリー

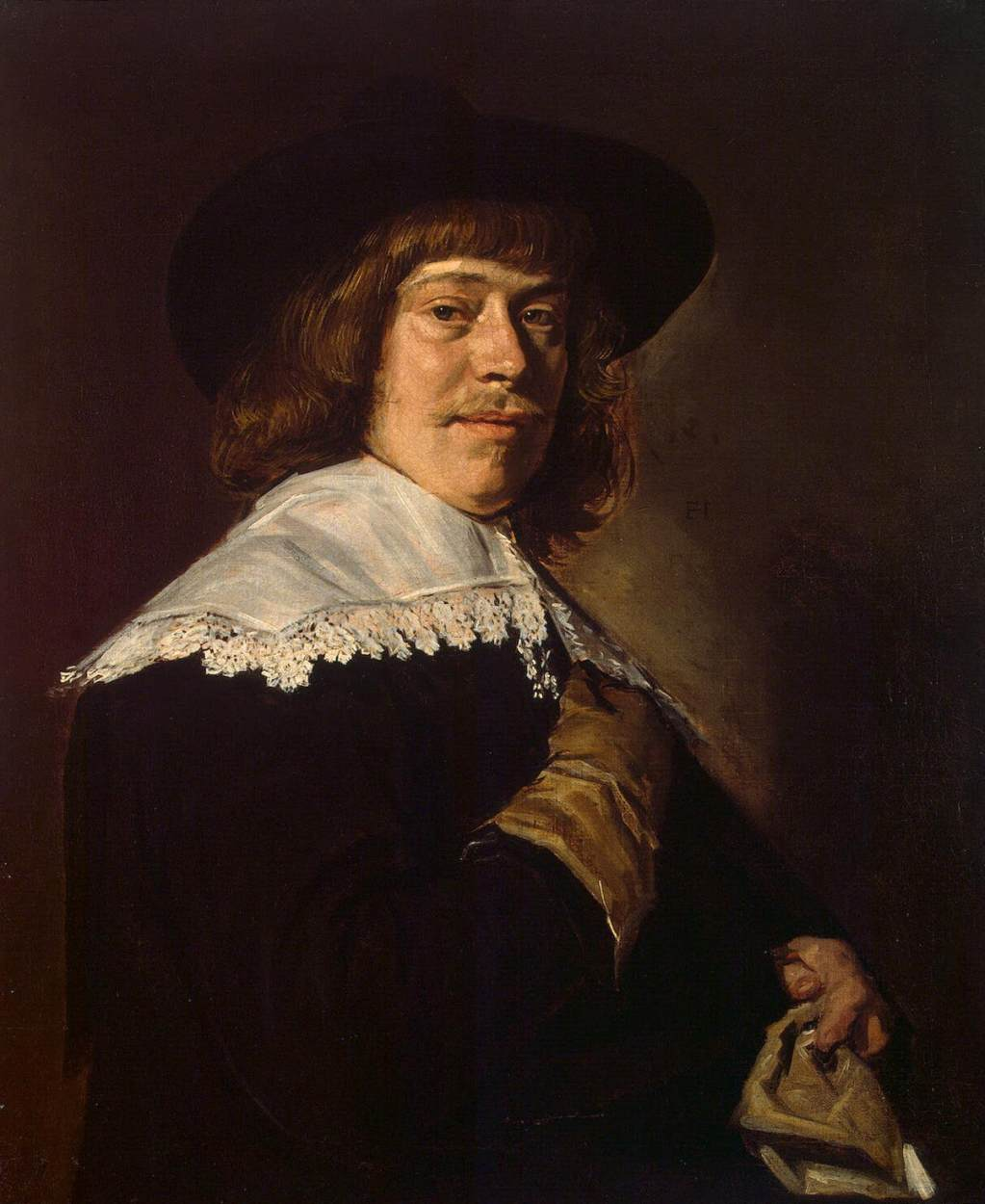
『手袋を持つ男の肖像』 (エルミタージュ美術館)
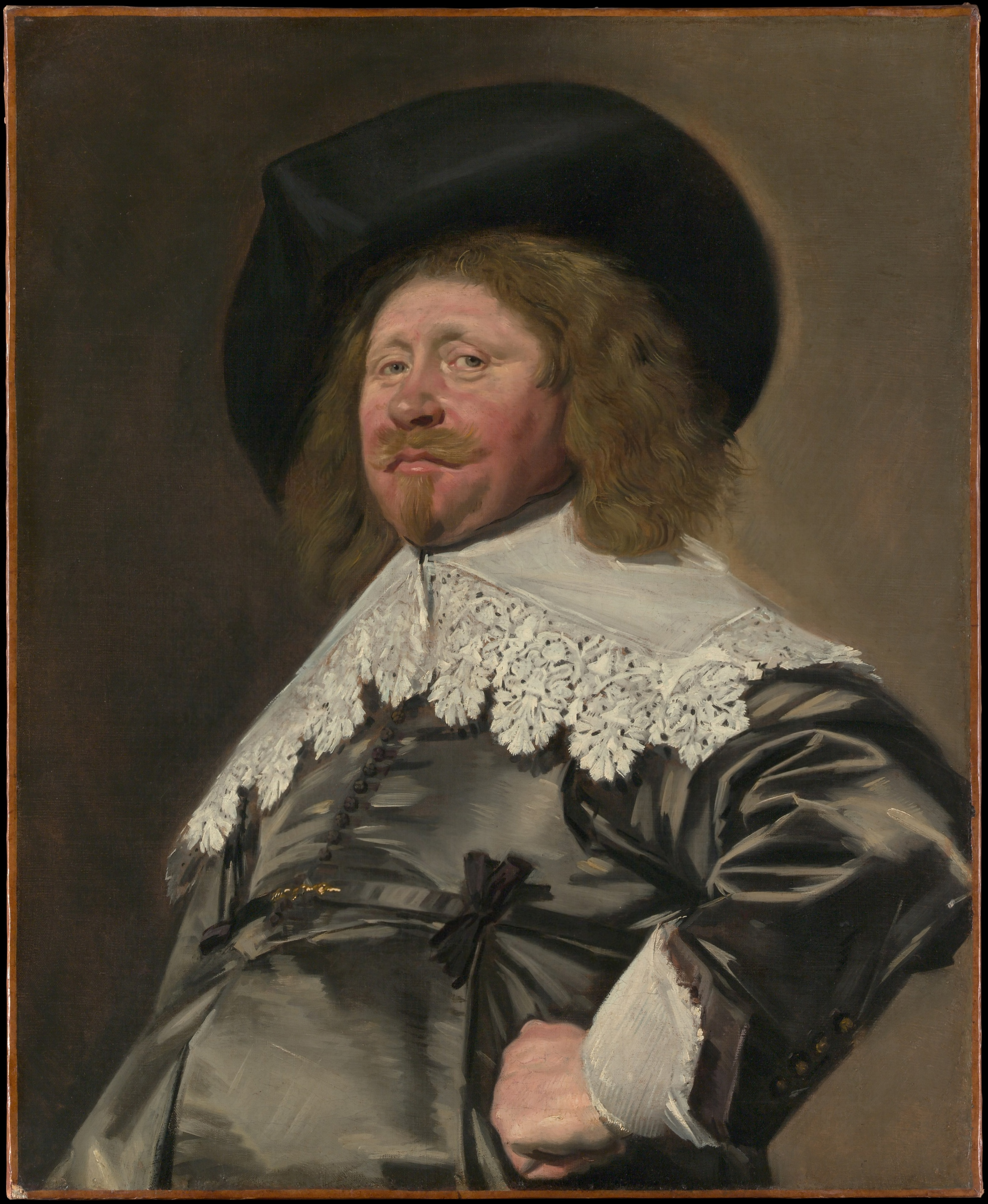
『クラース・ダイスト・ファン・フォールホウトの肖像』

## 来歴
本作は、ハルスの作品中、もっとも明確に記録されている作品の１つである。最初、グスタフ・フリードリヒ・ヴァーゲン により、1854年のエガーモント (Egremont) 卿の作品の記述に記されている。その後、1883年、ヴィルヘルム・フォン・ボーデに、1909年、エルンスト・ヴィルヘルム・モース  に、1923年、Ｗ・Ｒ・ヴァレンタイナー  に、1941年、トライヴァス (Trivas) に、1946年、ヘリット・ダフィット・グラターマ により目録に含まれている。シーモア・スライヴ もクラウス・グリム もハルスの作品として認めている。 
メトロポリタン美術館は、エガーモント卿の時代から美術館に取得された日までの競売歴を記述している。1989年の国際的なフランス・ハルス展のカタログで、スライヴは、本作の裏側にある紙片が描かれている人物をクラース・ダイスト・ファン・フォールホウト、「デ・ツワーンスヘル」(De Zwaanschel) の醸造者と記していることを記述した。 20世紀の古文書の研究により、ニコラ―ス・ピーテルスゾーン・ダイスト・ファン・フォールホウトという人物が本当にスワーンスハルス (Swaenshals、「白鳥の首」という意味) という名の醸造所の経営者であったことが明らかになった。彼は、1629年、ハールレムにおいて29歳であったと証言しており、このことは、約10年後に描かれたこの肖像画の日付と一致する。なお、クラース・ダイスト・ファン・フォールホウトは1650年に死亡した際、47点の絵画を所有していたが、それらの絵画のどれにも画家の名前は記されていない。